# دانا أ. دورسي
دانا أ. دورسي (بالإنجليزية: Dana A. Dorsey) هو نجار أمريكي، ولد في 1872 في كيويتمان في الولايات المتحدة، وتوفي في 1940.